# Congregazione di Avignone
La Congregazione di Avignone, ufficialmente in latino Congregatio de Avignonis, era un organismo della Curia romana, creato nel 1692 e soppresso nel 1791.

## Storia
Papa Innocenzo XII creò questo dicastero con la bolla pontificia Romanum decet Pontificem il 23 giugno 1692.
La congregazione venne eretta con lo scopo di amministrare e tutelare il possedimento di Avignone e del Contado Venassino, enclave territoriali di proprietà dello Stato della Chiesa ma situati geograficamente in Francia. La congregazione aveva sede a Roma ed aveva il cardinale segretario di stato quale suo prefetto che esercitava la propria giurisdizione in materia attraverso un vice-legato. A partire dal 1774 il vice-legato divenne presidente di questa stessa congregazione, pur trovandosi ormai privo di qualsiasi autorità. Con lo scoppio della Rivoluzione francese ed il reclamo di quelle terre alla Francia, la congregazione venne abolita ed i territori perduti.

## Elenco dei prefetti
- Fabrizio Spada (23 giugno 1692 - 27 settembre 1700)
- Fabrizio Paolucci (3 dicembre 1700 - 19 marzo 1721)
- Giorgio Spinola (10 maggio 1721 - 7 marzo 1724)
- Fabrizio Paolucci † (7 marzo 1724 - 12 giugno 1726 deceduto)
- Niccolò Coscia † (28 marzo 1726 - 21 febbraio 1730 succeduto arcivescovo di Benevento)
- Antonio Banchieri † (15 luglio 1730 - 16 settembre 1733 deceduto)
- Giuseppe Firrao il Vecchio † (4 ottobre 1733 - 6 febbraio 1740)
- Silvio Valenti Gonzaga (20 agosto 1740 - 28 agosto 1756)
- Alberico Archinto (10 settembre 1756 - 30 settembre 1758)
- Ludovico Maria Torriggiani (8 ottobre 1758 - 2 febbraio 1769)
- Lazzaro Opizio Pallavicini (19 maggio 1769 - 23 febbraio 1785)
- Ignazio Gaetano Boncompagni Ludovisi (29 giugno 1785 - 30 settembre 1789)
- Francesco Saverio de Zelada (14 ottobre 1789 - 18 agosto 1791 incarico soppresso)

## Elenco dei presidenti
- Angelo Maria Durini (6 ottobre 1774 - 20 maggio 1776 creato cardinale)
- Giovanni Carlo Vincenzo Giovio (13 giugno 1776 - 6 agosto 1776) pro-vicelegato
- Giacomo Filomarino della Rocca (6 agosto 1776 - gennaio 1785)
- Filippo Casoni (gennaio 1785 - 18 agosto 1791 incarico soppresso)

## Elenco dei segretari
...
- Arcivescovo Antonio Francesco Valenti (1720-1721)
- Arcivescovo Giuseppe Accoramboni (1722-1726)
- Arcivescovo Giovanni Battista Braschi (1727 - 1730 nominato canonico di Santa Maria Maggiore)
- Monsignore Saverio Giustiniani (1741-1754)
- Monsignore Nicola Riganti (1755-1758)
- Monsignore Gaetano Ferri (1770-1774)
- Monsignore Carlo Luti (1775-1776)
- Monsignore Francesco Maria Luzi (1779-1808)

...